# برومبی نقره‌ای
برومبی نُقره‌ای (به انگلیسی: Brumby Silver) یک فیلم سینمایی استرالیایی در ژانر خانوادگی و درام محصول سال ۱۹۹۳ میلادی به کارگردانی جان تاتولیس و بازیگران نقش آفرین کارولین گودال، راسل. کرو و آمیل دائمیون می‌باشند.
این فیلم بر اساس سری رمانهای برومبی نُقره‌ای توسط الین میچل ساخته شده‌است.
برومبی در واقع اصطلاحی برای اسب‌های وحشی استرالیا است.